# Loviisa
Loviisa [ˈlɔviːsɑ] (schwed. Lovisa) ist eine Stadt im Süden Finnlands mit 14.568 Einwohnern (Stand 31. Dezember 2022). Sie liegt an der Südküste des Landes in der Landschaft Uusimaa (bis 31. Dezember 2010 in der Landschaft Itä-Uusimaa). Rund 40 Prozent der Einwohner sind Finnlandschweden. Hauptsehenswürdigkeiten Loviisas sind das historische Stadtzentrum und die Inselfestung Svartholm. Die Stadt besitzt einen Seehafen und ist Standort des Kernkraftwerks Loviisa.

## Geografie
Loviisa liegt in der südfinnischen Landschaft Uusimaa an der Küste des Finnischen Meerbusens. Die nächstgrößeren Städte sind Porvoo 37 Kilometer westlich und Kotka 46 Kilometer östlich. Finnlands Hauptstadt Helsinki liegt 87 Kilometer westlich. Nachbarstädte und -gemeinden von Loviisa sind Porvoo im Westen, Myrskylä im Nordwesten, Lapinjärvi im Norden, Kouvola im Nordosten und Pyhtää im Osten.

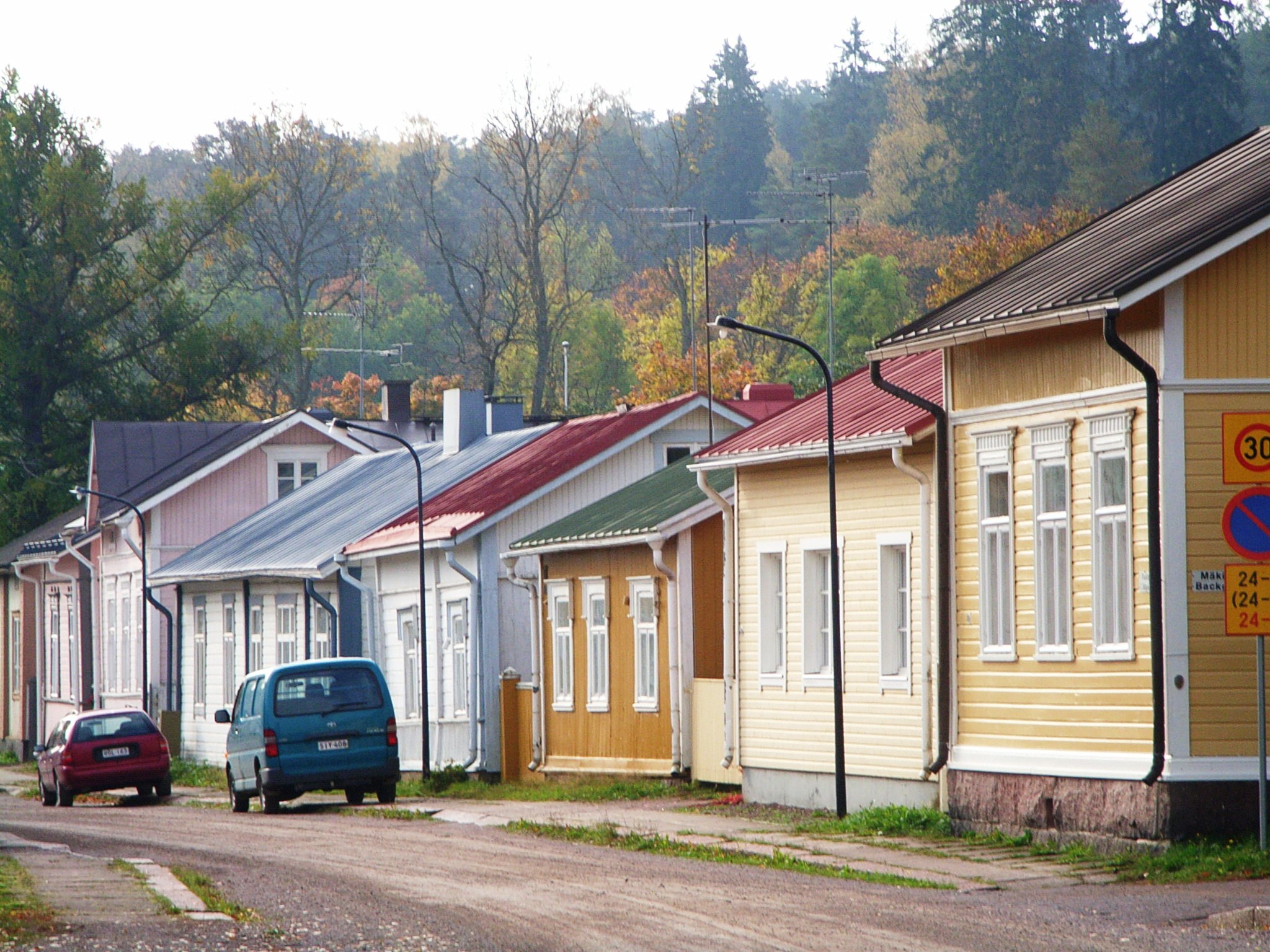
Holzhäuser in der Altstadt von Loviisa

Außer der eigentlichen Kernstadt gehört zu Loviisa seit der Eingemeindung von drei Nachbargemeinden im Jahr 2010 ein größeres Gebiet im Umland. Insgesamt hat das administrative Stadtgebiet Loviisa unter Ausschluss der Meeresgebiete eine Fläche von 845,5 Quadratkilometern. Neben der Kernstadt hat Loviisa acht weitere Siedlungszentren (taajama): die Kirchdörfer von Pernå (Pernaja), Ruotsinpyhtää (Strömfors) und Liljendal sowie die Orte Forsby (Koskenkylä), Gammelby (Vanhakylä), Isnäs, Kuggom und Tesjoki (Tessjö).
Wie für die Küstengebiete von Uusimaa typisch, ist die Landschaft in Loviisa flach und wird von Wäldern und landwirtschaftlich genutzten Flächen geprägt. Die Küstenlinie ist mit zahlreichen Buchten, Halbinseln und vorgelagerten Schären stark gegliedert. Die größten Inseln sind Sarvsalö (Sarvisalo) mit 28 und Vahterapää mit 21 Quadratkilometern. Durch das Stadtgebiet fließen drei Flüsse: Im Osten markiert der Ahvenkoskenhaara, ein Mündungsarm des Kymijoki, die Gemeindegrenze zu Pyhtää. Bei der Kernstadt von Loviisa mündet der Fluss Loviisanjoki in die Meeresbucht Loviisanlahti, bei Pernå fließt der Koskenkylänjoki in die Pernåviken-Bucht.

## Geschichte
Die zuvor nur spärlich besiedelte Küstengegend um Loviisa kam im Mittelalter unter den Einfluss des Schwedischen Reiches und wurde im 13. Jahrhundert von Neusiedlern aus Schweden besiedelt. Ab dem 14. Jahrhundert gehörte das Gebiet zum Kirchspiel Pernå (Pernaja). Durch die Gegend führte die Königsstraße von Turku (Åbo) nach Viipuri (Wyborg).

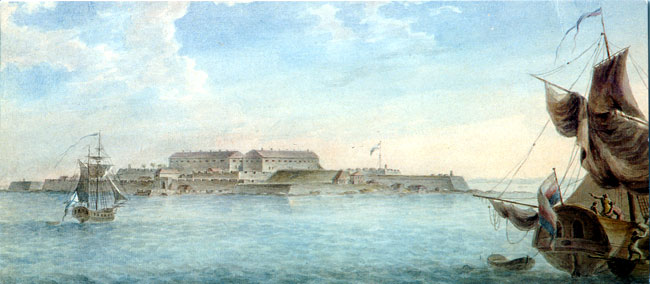
Der Hafen von Loviisa in einem Gemälde aus dem Jahr 1808

Nachdem Schweden 1743 im Frieden von Åbo die Stadt Hamina (Fredrikshamn) an Russland verloren hatte, benötigte das südöstliche Finnland eine neue Hafenstadt. Daher wurde 1745 auf den Ländereien des Gutshof Degerby die Stadt Loviisa gegründet. Zunächst trug die Stadt ebenfalls den Namen Degerby, 1752 wurde sie nach der schwedischen Königin Luise Ulrike (Lovisa Ulrika) in Lovisa (Loviisa) umbenannt. Zum Schutz der Ostgrenze entstand in den 1760er Jahren vor Loviisa die Seefestung Svartholm. Eine ebenfalls geplante Festung zu Lande, die nördlich von Loviisa entstehen sollte, blieb aber bis auf zwei Bastionen unvollendet.
Im Dritten Russisch-Schwedischen Krieg ergab sich die Festung Svartholm 1808 den belagernden Russen. Als Ergebnis des Krieges kam Loviisa, wie ganz Finnland, im Jahr darauf zu Russland und wurde Teil des neugegründeten Großfürstentums Finnland. Loviisa blieb eine Garnisonsstadt, bis die britische Marine während des Krimkriegs 1855 die Festung Svartholm zerstörte. Im selben Jahr kam es in Loviisa zu einem schweren Stadtbrand, der aber die hölzerne Altstadt verschonte.

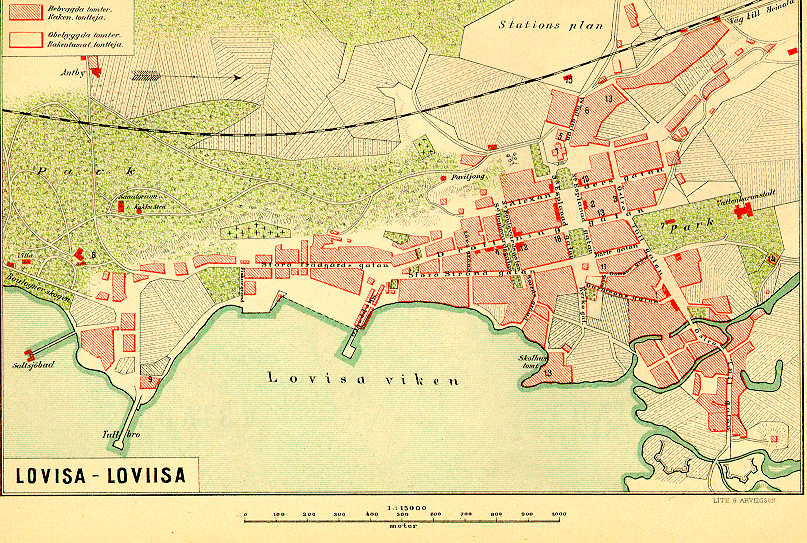
Karte von Loviisa (1902)

Kurz nachdem Finnland 1917 seine Unabhängigkeit von Russland erklärt hatte, brach der Finnische Bürgerkrieg aus. Loviisa wurde anfangs von Schutzkorps der bürgerlichen „Weißen“ gehalten, kam dann aber wie ganz Südfinnland unter Kontrolle der sozialistischen „Roten“. Nachdem Deutschland Partei für die Weißen ergriffen hatte, landete am 7. April 1918 im Rahmen der sogenannten Finnland-Intervention eine deutsche Einheit mit einer Stärke von 2500 Mann in Loviisa und eroberte die Stadt ohne Gegenwehr.
Zum Jahresbeginn 2010 wurden die Nachbargemeinden Pernå, Ruotsinpyhtää und Liljendal in die Stadt Loviisa eingemeindet. Dadurch verdoppelte sich die Einwohnerzahl Loviisas, die Fläche verzwanzigfachte sich gar.

## Bevölkerung
Zum Jahreswechsel 2009/2010 hatte Loviisa 15.549 Einwohner. Knapp die Hälfte der Bevölkerung lebt im Stadtgebiet vor der Gemeindefusion, der Rest im Umland.
Das Küstengebiet von Uusimaa gehört traditionell zum Siedlungsgebiet der Finnlandschweden. Von den Einwohnern Loviisas sprechen 54,5 % Finnisch und 43,0 % Schwedisch als Muttersprache. Damit ist die Stadt Loviisa offiziell zweisprachig mit Finnisch als Mehrheits- und Schwedisch als Minderheitssprache. Von den ehemaligen Gemeinden, die in Loviisa aufgingen, waren Loviisa und Ruotsinpyhtää mehrheitlich finnischsprachig, in Pernå und Liljendal war Schwedisch die Mehrheitssprache.

## Politik

### Stadtrat

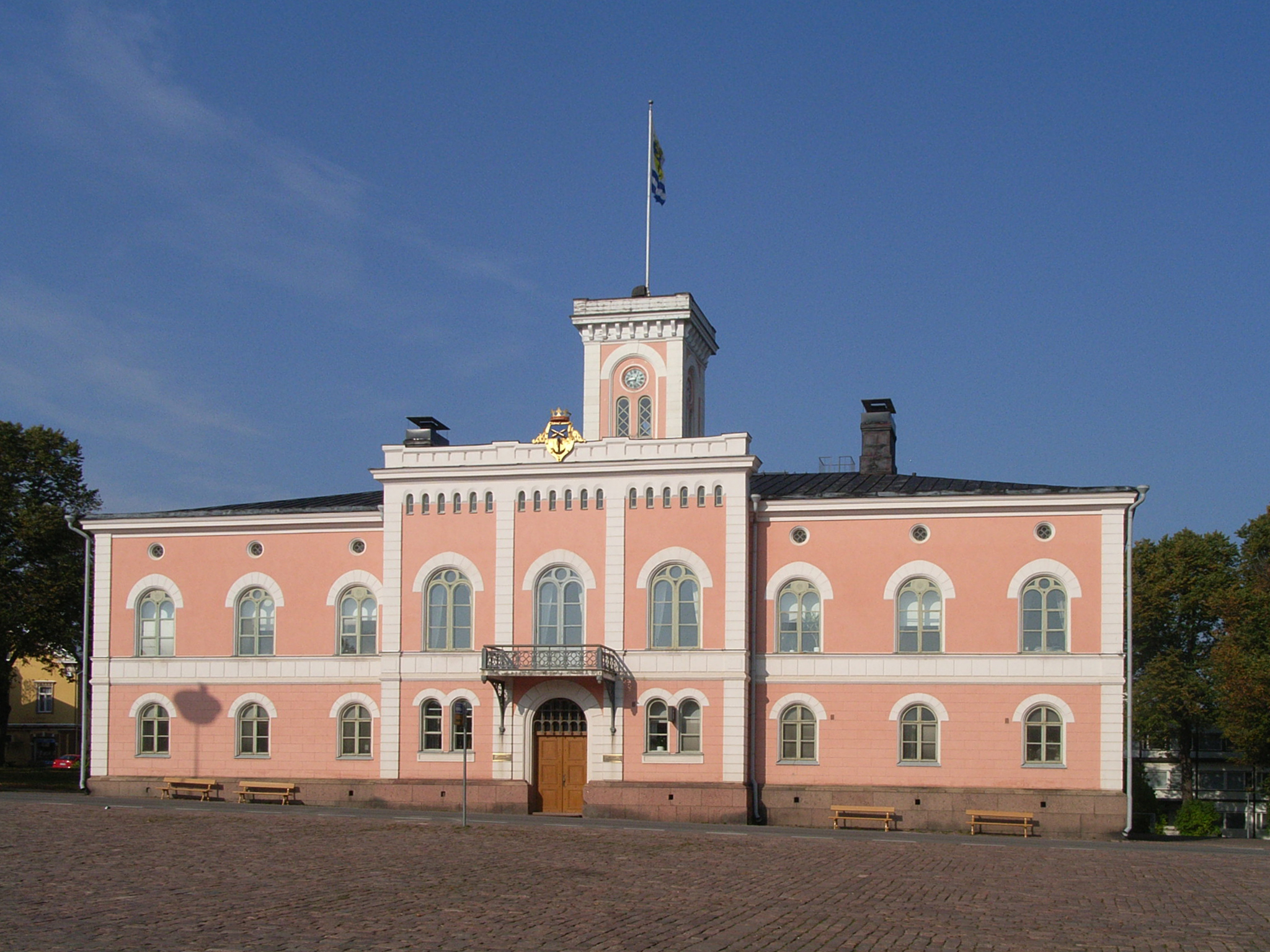
Das 1856 erbaute Rathaus von Loviisa ist Sitz der Stadtverwaltung.

Der Stadtrat von Loviisa, die höchste Entscheidungsinstanz in lokalen Angelegenheiten, hat 59 Mitglieder. Er wurde wegen der Gemeindefusion im Oktober 2009 während der laufenden Wahlperiode neu gewählt und nahm zeitgleich mit der Gemeindefusion zum Jahresbeginn 2010 die Arbeit auf. Die stärkste Fraktion stellt die Schwedische Volkspartei, die politische Vertretung der Finnlandschweden, mit gut vierzig Prozent der Stimmen und 25 Sitzen im Stadtrat. Es folgen die Sozialdemokraten und die konservative Sammlungspartei, zwei der drei großen Parteien Finnlands, mit 14 bzw. 8 Abgeordneten. Die stärkste Partei des Landes, die Zentrumspartei, spielt in Loviisa dagegen mit einem Wahlergebnis von rund fünf Prozent und drei Sitzen im Stadtrat nur eine untergeordnete Rolle. Ebenfalls drei Abgeordnete stellen die rechtspopulistischen „Wahren Finnen“ und der Grüne Bund. Weiterhin im Stadtrat vertreten sind das Linksbündnis, die unabhängige Wahlliste Uuden Loviisan sitoutumattomat – De obundna i det nya Lovisa sowie die Christdemokraten mit jeweils einem Sitz.
| Partei                  | Wahlergebnis | Sitze |
| ----------------------- | ------------ | ----- |
| Schwedische Volkspartei | 40,6 %       | 25    |
| Sozialdemokraten        | 23,0 %       | 14    |
| Sammlungspartei         | 13,1 %       | 08    |
| Wahre Finnen            | 05,8 %       | 03    |
| Grüner Bund             | 05,3 %       | 03    |
| Zentrumspartei          | 05,1 %       | 03    |
| Linksbündnis            | 02,3 %       | 01    |
| Unabhängige             | 02,1 %       | 01    |
| Christdemokraten        | 01,6 %       | 01    |

### Wappen

Wappen von Loviisa

Das Wappen von Loviisa geht auf das Siegel zurück, das die Stadt 1756 von König Adolf Friedrich verliehen bekam. In seiner heutigen Form wurde das Wappen 1969 vom Heraldiker Ahti Hammar gezeichnet. Die Blasonierung des Wappens lautet: Im blau und gold geteiltem Schild sind oben zwei gekreuzte goldene Kanonenrohre und unten ein schwarzer Anker. Auf dem Schild liegt eine Rangkrone.

## Wirtschaft und Infrastruktur

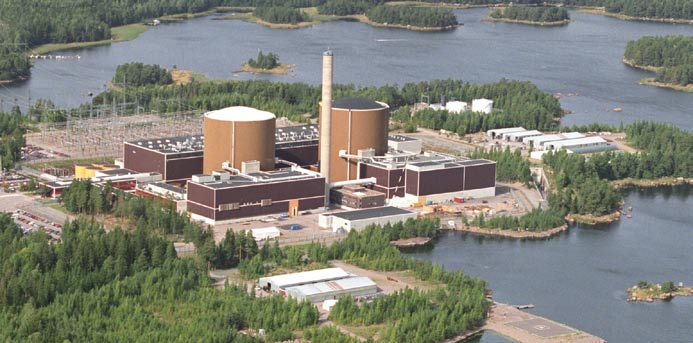
Luftbild des Kernkraftwerks Loviisa

Loviisa ist Standort des vom Fortum-Konzern betriebenen Kernkraftwerks Loviisa. Das Kernkraftwerk liegt rund 15 Kilometer südöstlich des Stadtzentrums auf der Insel Hästholmen. In ihm befinden sich zwei von derzeit vier Reaktorblöcken Finnlands. Die Reaktoren sind seit 1977 beziehungsweise 1981 in Betrieb und produzieren pro Jahr rund acht Terawattstunden Energie. Dies entspricht etwa einem Zehntel der gesamten Stromproduktion Finnlands. Dem Kernkraftwerk angegliedert ist das Endlager Loviisa, in dem die radioaktiven Abfälle eingelagert werden.
Der Hafen von Loviisa befindet sich im Ort Valko fünf Kilometer südlich des Stadtzentrums. Über den Hafen werden vor allem Holz und Bulk-Waren verschifft, Passagierverbindungen nach Loviisa bestehen nicht. Im Jahr 2008 legten 300 Schiffe an, das Handelsvolumen lag bei knapp einer Million Tonnen. Damit gehört der Hafen von Loviisa zu den kleineren Seehäfen Finnlands.
Durch Loviisa führt die Staatsstraße 7, die parallel zur Küste des Finnischen Meerbusens von Helsinki zur russischen Grenze in Vaalimaa verläuft. Die Europastraße 18 folgt dem Verlauf der Staatsstraße 7. Beim Dorf Forsby zweigt von der Staatsstraße 7 die Staatsstraße 6 nach Kajaani ab. Eine Eisenbahnstrecke verbindet den Hafen von Loviisa mit Lahti. Sie dient aber nur dem Güterverkehr, Reisezüge verkehren seit den 1970er Jahren nicht mehr.

## Kultur und Sehenswürdigkeiten

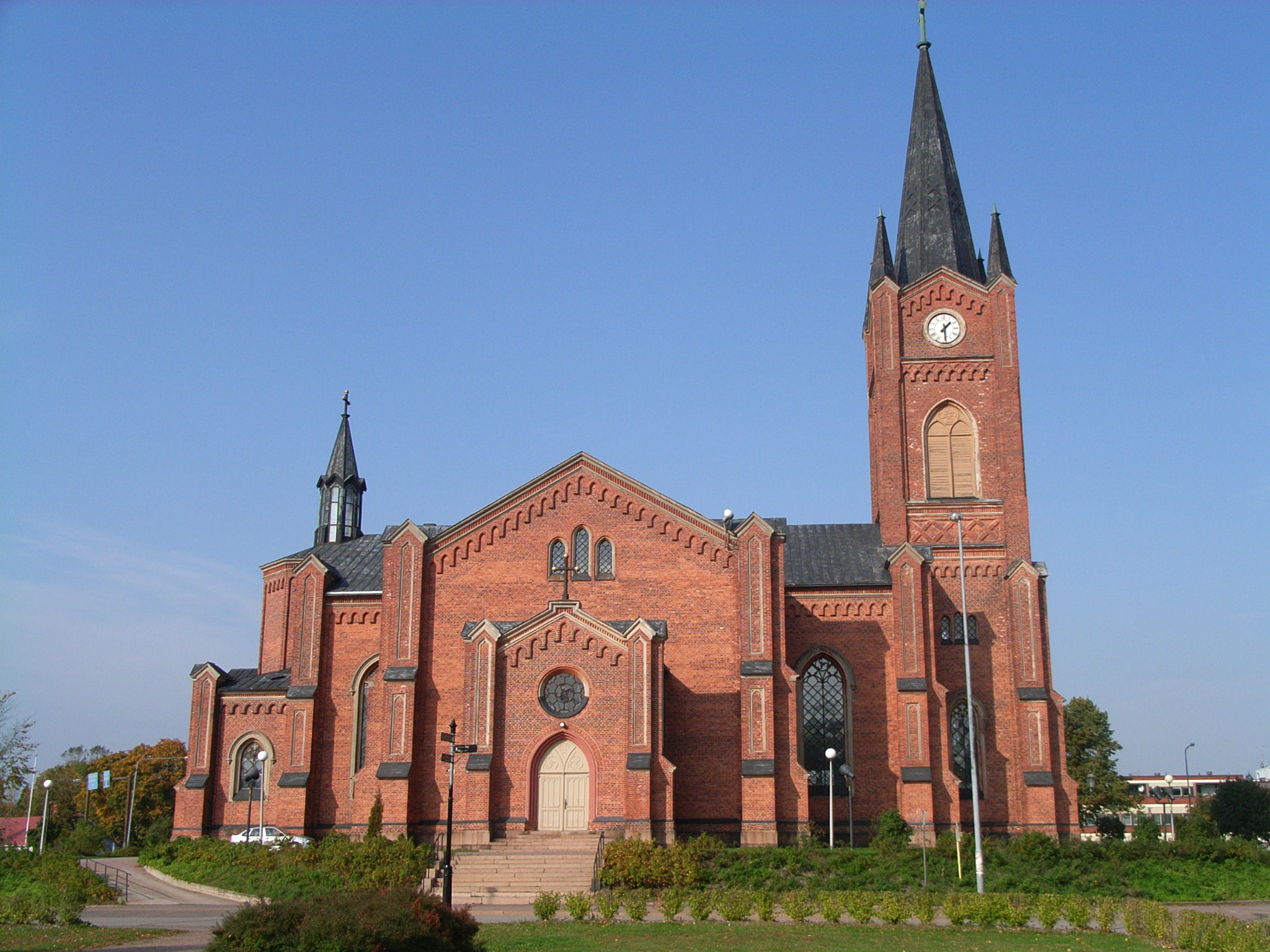
Die Kirche von Loviisa

Die an der Loviisanlahti-Bucht gelegene Kernstadt von Loviisa erhielt ihr heutiges Gesicht nach dem Stadtbrand von 1855. Für den Wiederaufbau der Stadt entwarf der Architekt E. B. Lohrmann einen Bebauungsplan, dessen Kernstück die Esplanadi, eine breite, mit Linden bestandene Promenade, ist. Das Westende der Esplanadi dominiert die neugotische Kirche von Loviisa, die 1862–67 nach Plänen von G. T. von Chiewitz aus rotem Backstein erbaut wurde. Zu beiden Seiten der Promenade stehen steinerne Repräsentationsbauten wie das 1862 im Stil der Neorenaissance erbaute Rathaus, das ebenfalls von G. T. von Chiewitz entworfen wurde. Der südliche Teil der Kernstadt, die sogenannte Unterstadt (Alakaupunki), wurde von dem Stadtbrand verschont, sodass sich hier ein Altstadtviertel mit niedrigeren Holzhäusern aus dem 18. und 19. Jahrhundert erhalten konnte.

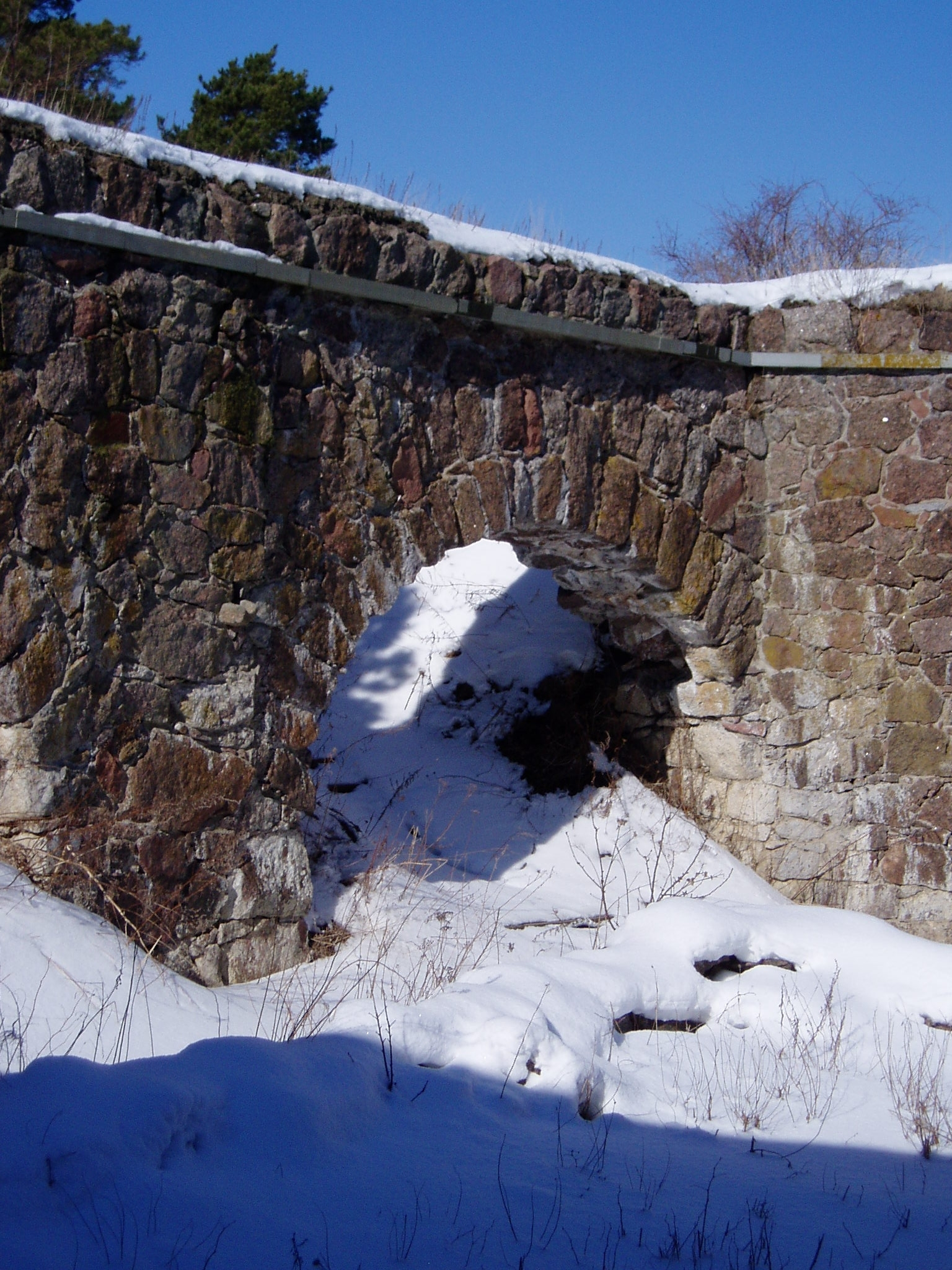
Bastion in Svartholm

Loviisa vorgelagert ist die Inselfestung Svartholm. Die im 18. Jahrhundert erbaute und 1855 im Krimkrieg zerstörte Festung wurde ab den 1960er Jahren restauriert. Svartholm kann von Loviisa aus per Boot erreicht werden und ist heute ein beliebtes Ausflugsziel. An die Landfestung von Loviisa, deren Bau gleichzeitig mit Svartholm begonnen wurde, erinnern die Überreste von zwei Bastionen sowie das im Norden der Stadt gelegenen Kommandantenhaus aus dem Jahr 1755 und zwei steinerne Kasernengebäude aus den 1750er Jahren.
Neben der Kirche von Loviisa gibt es in den heute zu Loviisa gehörigen ehemaligen Gemeinden drei weitere Gotteshäuser. Deren ältestes ist die Kirche von Pernå, eine mittelalterliche Steinkirche aus dem 15. Jahrhundert. In Ruotsinpyhtää steht eine Holzkirche aus dem Jahr 1771. Sie fällt durch ihren ungewöhnlichen achteckigen Grundriss auf. Die Kirche von Liljendal ist ebenfalls aus Holz erbaut und stammt aus dem Jahr 1886. In Ruotsinpyhtää befindet sich zudem die 1698 gegründete Eisenhütte Strömfors. Zu dem ehemaligen Werksgelände gehören zahlreiche historische Industriebauten aus dem 18. und 19. Jahrhundert. Die Eisenhütte war bis in die 1950er Jahre im Betrieb; heute ist sie ein Museum.

## Die Stadt als Namensgeber
Der am 30. Dezember 1940 entdeckte Asteroid (2750) Loviisa trägt seit 1983 den Namen der Stadt.

## Persönlichkeiten
- Wladimir Swertschkow (1821–1888), russischer Künstler und Kunstagent
- Victoria Åberg (1824–1892), Landschaftsmalerin der Düsseldorfer Schule
- Berndt Lindholm (1841–1914), schwedenfinnlandschwedischer Maler
- Eva Kuhlefelt-Ekelund (1892–1984), Architektin
- Mia Hafrén (* 1974), Sängerin und Schauspielerin
- Eva Wahlström (* 1980), Boxerin